# Vittorio Grigolo

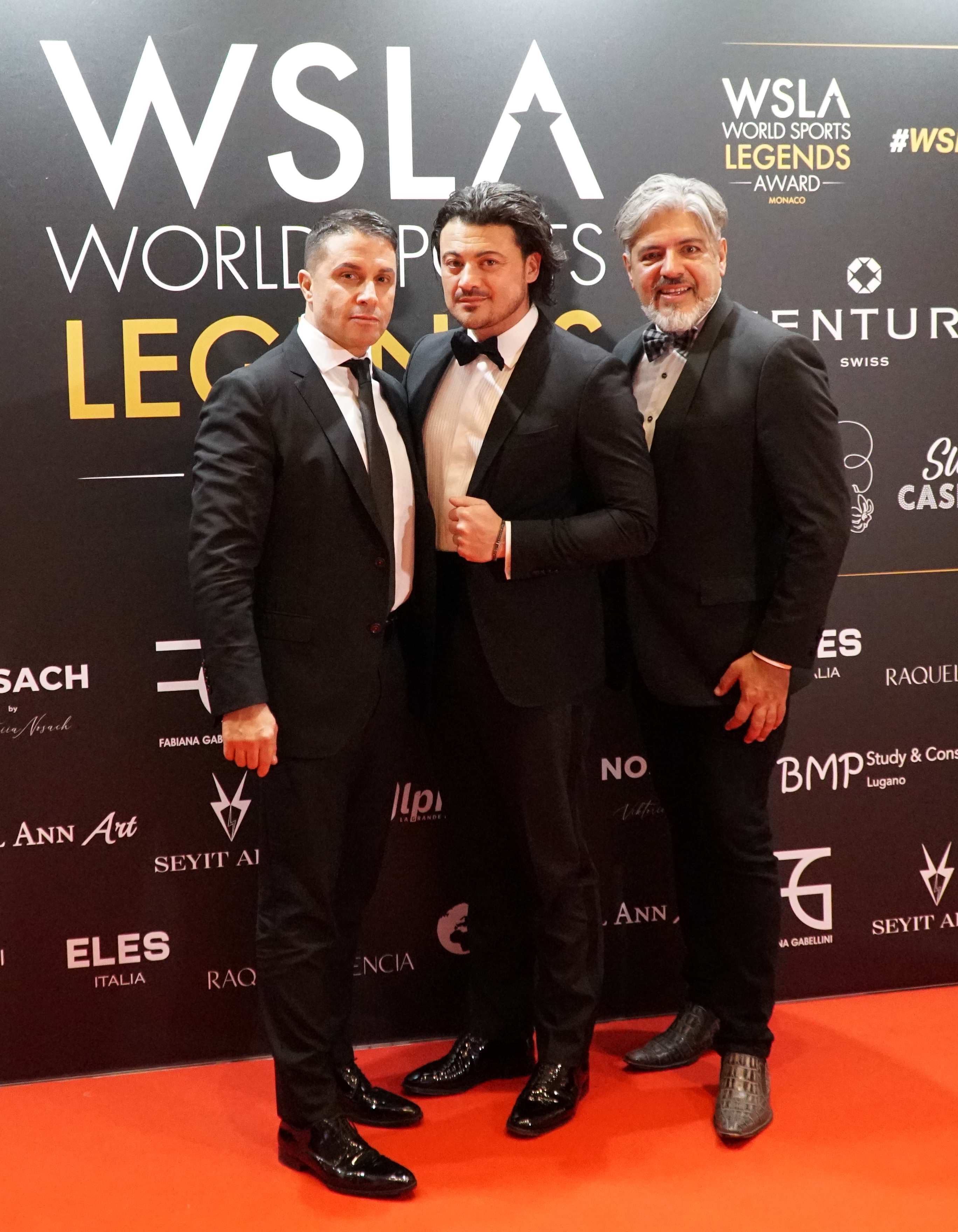
Vittorio Grigolo al medio.

Vittorio Grigolo (n. Arezzo, Italia; 19 de febrero de 1977) es un tenor lírico italiano con actuaciones en crossover clásico.
Nacido en Arezzo, creció en Roma, donde inició sus estudios de canto en el coro de la Capilla Sixtina, del que formó parte como solista. 
Debutó a los 13 años como el pastorcito del tercer acto de Tosca junto a Luciano Pavarotti, que lo llamó 'Il Pavarottino'. Debido a sus condiciones vocales fue exceptuado del servicio militar. A los 18 años se unió a la Wiener Staatsoper y a los 23 debutó en La Scala de Milán.
Grigolo cantó El barbero de Sevilla, La traviata, Così fan tutte, Faust, y como Tony en West Side Story. 
Su primer álbum solista se llamó In the hands of love, un álbum popular y clásico que él llama "Popera", que batió récords de venta.
Sus actuaciones recientes incluyen Gianni Schicchi, Don Carlos y Lucia di Lammermoor, de Gaetano Donizetti, en Zúrich.
De gran popularidad en Inglaterra, cantó en el Royal Albert Hall junto a Plácido Domingo y Kiri Te Kanawa, y en su debut en el Covent Garden (junio de 2010) junto a Anna Netrebko en Manon de Massenet.
Vive en Zúrich con su esposa.

## Repertorio
- Verdi: Requiem/ Falstaff/Rigoletto/La traviata/Il corsaro
- Donizetti: L'elisir d’amore/Don Sebastiano/Don Pasquale/Favorita/La fille du régiment/Lucia di Lammermoor
- Bellini: I Puritani/I Capuleti e i Montecchi
- Zandonai: Francesca da Rimini (Malatestino)
- Puccini: La rondine/La bohème/Gianni Schicchi
- Gounod: Faust
- Rossini: Petite Messe Solemnelle/Stabat Mater
- Mozart: Requiem/Don Giovanni/Idomeneo/Così fan tutte
- Francesco Cilea: L’Arlesiana
- Richard Strauss: Der Rosenkavalier(tenor italiano)
- Massenet: Werther
- Mascagni: Amico Fritz
- Léo Delibes: Lakmé
- Bernstein: Candide/West Side Story
- Franz Lehár: Die lustige Witwe)
- Jacques Offenbach: Les contes d'Hoffmann